# Куджир
Ку́джир (рум. Cugir) — город в Румынии, в жудеце Алба.

## География
Город расположен в 45 км от города Алба-Юлия, административного центра жудеца Алба, на высоте 300 м над уровнем моря.

## История
Археологические исследования показывают, что людские поселения здесь существовали начиная с Бронзового века.
В разные времена город находился под властью княжества Трансильвания, Габсбургской монархии и королевства Румыния.